# Sloboda a Solidarita
Sloboda a Solidarita (forkortet SaS eller SASKA, dansk: Frihed og Solidaritet) er et liberalt politisk parti i Slovakiet. SaS blev stiftet i 2009 og ledes af dets grundlægger, økonomen Richard Sulík, som designede Slovakiets flade skattesystem. Det har generelt libertære eller anti-statslige holdninger.
SaS er et moderat euroskeptisk parti, der kræver reformer af EU, men erklærer, at medlemskab af Den Europæiske Union er nøglen til Slovakiets fremtid. Partiet har borgerlige libertære holdninger, herunder støtte til narkotikaliberalisering og ægteskab med personer af samme køn, og går ind for en liberal økonomisk politik med rødder i den østrigske skoles ideer. Partiet lancerede en kampagne kaldet Folkeafstemning 2009 for at afholde en folkeafstemning om at reformere og reducere omkostningerne ved politik. SASKA gør stor brug af internettet, såsom at føre valgkamp gennem Facebook og Twitter.
Partiet er medlem af det europæiske parti Alliancen af Europæiske Konservative og Reformister (ECR). Sulík forlod gruppen Alliancen af Liberale og Demokrater for Europa (ALDE) i Europa-Parlamentet og tilsluttede sig gruppen Gruppen af Europæiske Konservative og Reformister (ECR) 2. oktober 2014.

## Historie

### Begyndelsen
Richard Sulík var særlig rådgiver for Ivan Mikloš og Ján Počiatek, Slovakiets to finansministre, som han arbejdede sammen med for at forenkle skattesystemet og implementere Slovakiets 19 % flad skat. Han meddelte sin hensigt om at stifte Sloboda a Solidarita 10. oktober 2008, hvor han opfordrede til et parti dedikeret til økonomisk frihed og satte spørgsmålstegn ved det Slovenská demokratická a kresťanská únia – Demokratická stranas (SDKÚ-DS) opbakning til dette mål. Analytikere bemærkede, at der ikke fandtes et liberalt parti i landet. Efter at have sikret sig de 10.000 underskrifter, der kræves for at stifte et parti, fik SaS sin offentlige debut i februar 2009, forud for valget til Europa-Parlamentet i juni 2009. Partiet satte sig offentligt erklærede mål om at komme ind i Nationalrådet i 2010 og komme i regering i 2014.
På SaS's stiftende kongres i Bratislava 28. februar 2009 blev Sulík valgt som formand og Jana Kiššová som daglig leder. SaS valgte økonomen Ján Oravec til at være dets kandidat til valget til Europa-Parlamentet i 2009. Partiet støttede SDKÚ–DS's kandidat Iveta Radičová ved præsidentvalget i 2009 i marts og april, men hun blev besejret i anden runde. Sammen med andre blev Sulík kontaktet af Declan Ganley for at slutte sig til Libertas.eu, en alliance af euroskeptiske partier til det europæiske valg, men han afviste invitationen for at forblive uafhængig. Selvom han også var skeptiker over for Lissabon-traktaten og mere generelt en kritiker af europæisk ugennemsigtighed og bureaukrati, delte han ikke Libertas' isolationistiske holdning. Ved valget til Europa-Parlamentet i 2009 fik SaS 4,7 % af stemmerne, lige under spærregrænsen på 5 %. SDKÚ–DS anklagede SaS for unødigt at fremme fragmenteringen af det politiske højre i Slovakiet. Ved regionalvalget i 2009 fik SaS et mandat i Bratislava.

### Folkeafstemningen i 2009 og parlamentsvalget i 2010
Senere i 2009 tog SaS initiativ til en folkeafstemning, som skulle indføre store nedskæringer i politikernes privilegier. Kravene omfattede nedskæring af det slovakiske parlament fra 150 til 100 medlemmer, afskaffelse af medlemmernes immunitet mod retsforfølgelse og begrænsning af de offentlige midler, der bruges til regeringsbiler. Desuden krævede de, at radio- og tv-markedet skulle liberaliseres yderligere, at koncessionsgebyrer skulle afskaffes, og at offentlige embedsmænds ret til at kommentere og svare på mediedækning skulle fjernes fra presseloven. I januar 2010 meddelte SaS, at det i slutningen af 2009 var lykkedes at indsamle de 350.000 underskrifter, der skal til for at udskrive en folkeafstemning. Partiet videresendte underskrifterne til den slovakiske præsident Ivan Gašparovič og anmodede at folkeafstemningen blev afholdt samtidigt med parlamentsvalget 12. juni 2010.
I marts 2010 blev Sulík meldt til politiet med påstanden, at partiets ønske om at legalisere cannabis udgjorde den strafbare handling "spredning af afhængighed". Dette blev afvist af anklagerne, som nægtede at rejse tiltale. Partiets kandidater var de mest åbne om deres personlige formue. Ved valget til Nationalrådet fik SaS 12,1 % af stemmerne og 22 mandater.
Partiet gik i koalitionsforhandlinger med tre centrum-højre partier, SDKÚ–DS, KDH og Most–Híd. Parterne blev enige om et fælles program og dannede regering med fire ministerier samt formandsposten i Nationalrådet til SaS. 29. juni 2010 besluttede formanden, at begæringen om folkeafstemning i 2009 opfyldte kravene, og at afstemningen skulle ske 18. september 2010.  Fire af de seks spørgsmål i folkeafstemningen var en del af det aftalte program for den nye koalitionsregering. Da folkeafstemningen blev afholdt i 2010, fik alle 6 spørgsmål flere ja-stemmer end nej, men valgdeltagelsen under de krævede 50 % for vedtagelse.

### Fra 2012
I februar 2011 blev Igor Matovič ekskluderet fra SaS's parlamentsgruppe for at stemme for Smer-SD's foreslåede begrænsninger af dobbelt statsborgerskab. Han og flere andre udbrydere stiftede Obyčajní ľudia a nezávislé osobnosti (OĽaNO, dansk: Almindelige mennesker og uafhængige personligheder) 28. oktober 2011. Ved parlamentsvalget i 2012 fik SaS 5,9 % af stemmerne, hvilket placerede det som det sjettestørste parti i Nationalrådet med 11 mandater.
Ved valget til Europa-Parlamentet i 2014 kom SaS på en sjetteplads på nationalt plan med 6,7 % af stemmerne og ét medlem som medlem af Europa-Parlamentet.
Ved parlamentsvalget i 2016 fik partiet 12,1 % af stemmerne og blev det næststørste parti i Nationalrådet med 21 mandater.
Ved slovakiske parlamentsvalg i 2020 mistede partiet otte pladser i Nationalrådet, men blev en del af en Koalitionsregering med Obyčajní ľudia a nezávislé osobnosti (OĽaNO), Za ľudí og Sme rodina. De forlod regeringen i 2022. Ved parlamentsvalget i 2023 fik de 11 mandater, en nedgang på to.